# Malásia nos Jogos Olímpicos de Verão de 2008
A Malásia competiu nos Jogos Olímpicos de Verão de 2008, em Pequim, na China.

## Medalhas
| Atleta        | Esporte   | Evento            | Medalha |
| ------------- | --------- | ----------------- | ------- |
| Lee Chong Wei | Badminton | Simples masculino | Prata   |

## Desempenho

### Atletismo
Masculino
| Atletas     | Evento          | Preliminares | Preliminares | Final       | Final       |
| Atletas     | Evento          | Marca        | Posição      | Marca       | Posição     |
| ----------- | --------------- | ------------ | ------------ | ----------- | ----------- |
| Lee Hup Wei | Salto em altura | 2,20 m       | 32º          | Não avançou | Não avançou |

Feminino
| Atletas        | Evento                | Preliminares | Preliminares | Final         | Final         |
| Atletas        | Evento                | Marca        | Posição      | Marca         | Posição       |
| -------------- | --------------------- | ------------ | ------------ | ------------- | ------------- |
| Roslinda Samsu | Salto com vara        | 4,30 m       | 16º          | Não avançou   | Não avançou   |
| Yuan Yu Fang   | 20 km marcha atlética |              |              | Não completou | Não completou |

### Badminton
Masculino
| Atleta                       | Evento  | Fase de 64             | Fase de 32                          | Fase de 16                                    | Quartas                                      | Semifinais                               | Final                       | Final            |
| Atleta                       | Evento  | Adversário e resultado | Adversário e resultado              | Adversário e resultado                        | Adversário e resultado                       | Adversário e resultado                   | Adversário e resultado      | Posição          |
| ---------------------------- | ------- | ---------------------- | ----------------------------------- | --------------------------------------------- | -------------------------------------------- | ---------------------------------------- | --------------------------- | ---------------- |
| Lee Chong Wei                | Simples |                        | SIN R. Susilo V 2-0 (21-13; 21-14)  | LTU K. Navickas V 2-0 (21-5; 21-7)            | INA S. Kuncoro V 2-0 (21-9; 21-11)           | KOR Lee H-I. V 2-1 (21-18; 13-21; 21-13) | CHN Lin D 0-2 (12-21; 8-21) | Medalha de prata |
| Wong Choong Hann             | Simples |                        | INA T. Hidayat V 2-0 (21-19; 21-16) | TPE Hsieh Y-H. D 1-2 (21-14; 17-21; 18-21)    | Não avançou                                  | Não avançou                              | Não avançou                 | Não avançou      |
| Koo Kien Keat Tan Boon Heong | Duplas  |                        |                                     | JPN S. Sakamoto-S. Ikeda V 2-0 (21-12; 21-16) | INA M. Kido-H. Setiawan D 0-2 (16-21; 18-21) | Não avançou                              | Não avançou                 | Não avançou      |

Feminino
| Atleta                    | Evento  | Fase de 64             | Fase de 32                             | Fase de 16                                 | Quartas                       | Semifinais             | Final                  | Final       |
| Atleta                    | Evento  | Adversário e resultado | Adversário e resultado                 | Adversário e resultado                     | Adversário e resultado        | Adversário e resultado | Adversário e resultado | Posição     |
| ------------------------- | ------- | ---------------------- | -------------------------------------- | ------------------------------------------ | ----------------------------- | ---------------------- | ---------------------- | ----------- |
| Wong Mew Choo             | Simples |                        | RSA K-L. Harrington V 2-0 (21-4; 21-4) | BUL P. Nedelcheva V 2-0 (21-16; 21-8)      | CHN Lu L. D 0-2 (7-21; 27-29) | Não avançou            | Não avançou            | Não avançou |
| Chin Eei Hui Wong Pei Tty | Duplas  |                        |                                        | KOR Lee H-J.-Lee K-W. D 0-2 (14-21; 19-21) | Não avançou                   | Não avançou            | Não avançou            | Não avançou |

### Ciclismo de pista
Masculino
| Atleta                                        | Prova                  | Qualificação            | Qualificação | 1ª Ronda               | 1ª Ronda                                     | 2ª Ronda               | 2ª Ronda                             | Quartas                      | Semifinal                                                           | Final                  | Final       |
| Atleta                                        | Prova                  | Tempo Vel. média (km/h) | Pos.         | Adversário e resultado | Repescagem                                   | Adversário e resultado | Repescagem                           | Adversário e resultado       | Adversário e resultado                                              | Adversário e resultado | Pos.        |
| --------------------------------------------- | ---------------------- | ----------------------- | ------------ | ---------------------- | -------------------------------------------- | ---------------------- | ------------------------------------ | ---------------------------- | ------------------------------------------------------------------- | ---------------------- | ----------- |
| Azizul Hasni Awang                            | Velocidade             | 10.272                  | 7º           | FRA R. Bayley D 10.762 | JPN T. Kitatsuru POL L. Kwiatkowski V 10.959 | GBR J. Kenny D 10.531  | GER S. Nimke ITA R. Chiappa V 11.010 | GBR C. Hoy D 10.820, 10.302  | Classificação 5º-8º FRA K. Sireau NED T. Mulder NED T. Bos D 10.719 | Não avançou            | 8º          |
| Azizul Hasni Awang Josiah Ng Mohd Rizal Tisin | Velocidade por equipes | 44.752                  | 7º           |                        |                                              |                        |                                      | FRA França D 43.656 a 44.822 |                                                                     | Não avançou            | Não avançou |

| Atleta             | Evento | Preliminar | Repescagem | Semifinais | Final                    |
| Atleta             | Evento | Posição    | Posição    | Posição    | Posição                  |
| ------------------ | ------ | ---------- | ---------- | ---------- | ------------------------ |
| Azizul Hasni Awang | Keirin | 1º         |            | 4º         | Classificação 7-12º: 10º |
| Josiah Ng          | Keirin | 2º         |            | 4º         | Classificação 7-12º: 9º  |

### Halterofilismo
Masculino
| Atleta                 | Evento | Arranque (kg) | Arremesso (kg) | Total (kg) | Posição |
| ---------------------- | ------ | ------------- | -------------- | ---------- | ------- |
| Amirul Hamizan Ibrahim | -56kg  | 121,0         | 144,0          | 265,0      | 8º      |

### Natação
Masculino
| Atleta(s)                 | Evento          | Eliminatórias | Eliminatórias | Semifinal   | Semifinal   | Final       | Final       |
| Atleta(s)                 | Evento          | Tempo         | Posição       | Tempo       | Posição     | Tempo       | Posição     |
| ------------------------- | --------------- | ------------- | ------------- | ----------- | ----------- | ----------- | ----------- |
| Daniel William Henry Bego | 200 m livre     | 1m50s92 (NR)  | 44º           | Não avançou | Não avançou | Não avançou | Não avançou |
| Daniel William Henry Bego | 100 m borboleta | 54s38         | 54º           | Não avançou | Não avançou | Não avançou | Não avançou |
| Daniel William Henry Bego | 200 m borboleta | 2m01s98       | 37º           | Não avançou | Não avançou | Não avançou | Não avançou |

Feminino
| Atleta(s)      | Evento       | Eliminatórias | Eliminatórias | Semifinal   | Semifinal   | Final       | Final       |
| Atleta(s)      | Evento       | Tempo         | Posição       | Tempo       | Posição     | Tempo       | Posição     |
| -------------- | ------------ | ------------- | ------------- | ----------- | ----------- | ----------- | ----------- |
| Leung Chii Lin | 50 m livre   | 26s75         | 48º           | Não avançou | Não avançou | Não avançou | Não avançou |
| Khoo Chai Lin  | 400 m livre  | 4m23s37       | 38º           |             |             | Não avançou | Não avançou |
| Khoo Chai Lin  | 800 m livre  | 9m04s86       | 34º           |             |             | Não avançou | Não avançou |
| Siow Yi Ting   | 200 m medley | 2m17s11       | 29º           | Não avançou | Não avançou | Não avançou | Não avançou |
| Siow Yi Ting   | 200 m peito  | 2m27s80       | 19º           | Não avançou | Não avançou | Não avançou | Não avançou |
| Lew Yih Wey    | 400 m medley | 4m55s83       | 34º           | Não avançou | Não avançou | Não avançou | Não avançou |

### Saltos ornamentais
Masculino
| Atletas             | Evento                     | Preliminares | Preliminares | Semifinal   | Semifinal   | Final       | Final       |
| Atletas             | Evento                     | Pontos       | Posição      | Pontos      | Posição     | Pontos      | Posição     |
| ------------------- | -------------------------- | ------------ | ------------ | ----------- | ----------- | ----------- | ----------- |
| Bryan Nickson Lomas | Plataforma 10 m individual | 384,35       | 26º          | Não avançou | Não avançou | Não avançou | Não avançou |

Feminino
| Atletas               | Evento                     | Preliminares | Preliminares | Semifinal   | Semifinal   | Final       | Final       |
| Atletas               | Evento                     | Pontos       | Posição      | Pontos      | Posição     | Pontos      | Posição     |
| --------------------- | -------------------------- | ------------ | ------------ | ----------- | ----------- | ----------- | ----------- |
| Elizabeth Jimie       | Trampolim 3 m individual   | 253,50       | 21º          | Não avançou | Não avançou | Não avançou | Não avançou |
| Leong Mun Yee         | Trampolim 3 m individual   | 253,50       | 21º          | Não avançou | Não avançou | Não avançou | Não avançou |
| Pandelela Rinong Pamg | Plataforma 10 m individual | 249,20       | 27º          | Não avançou | Não avançou | Não avançou | Não avançou |

### Taekwondo
Feminino
| Atleta        | Evento | Preliminares           | Quartas                | Semifinais             | Repescagem             | Final                  | Posição     |
| Atleta        | Evento | Adversário e resultado | Adversário e resultado | Adversário e resultado | Adversário e resultado | Adversário e resultado | Posição     |
| ------------- | ------ | ---------------------- | ---------------------- | ---------------------- | ---------------------- | ---------------------- | ----------- |
| Elaine Teoh   | -57kg  | TUR A. Tanrıkulu D 4-7 |                        |                        | USA D. Lopez D 0-3     | Não avançou            | Não avançou |
| Che Chew Chan | +67kg  | UZB E. Karimova V 5-4  | NOR N. Solheim D 1-3   |                        | EGY N. Abd Rabo D 1-5  | Não avançou            | Não avançou |

### Tiro
Masculino
| Atleta                  | Evento           | Qualificação | Qualificação | Final       | Final       | Posição |
| Atleta                  | Evento           | Placar       | Posição      | Placar      | Total       | Posição |
| ----------------------- | ---------------- | ------------ | ------------ | ----------- | ----------- | ------- |
| Hasli Izwan Amir Hassan | Tiro rápido 25 m | 564          | 15º          | Não avançou | Não avançou | 15º     |

### Tiro com arco
A Malásia enviou arqueiros às olimpíadas pela segunda vez, na tentativa de buscar a primeira medalha olímpica do país no esporte. Apenas os homens conseguiram classficação para representar o país, sendo que Cheng Chu Sian e Muhammad Marbawi Sulaiman obtiveram suas vagas ao alcançarem a oitava e a vigésima sétima colocação, respectivamente, no World Outdoor Target Championships de 2007. No campeonato asiático, Khalmizam Wan Abd Aziz foi o terceiro colocado, dando ao país sua terceira vaga na competição masculina.
Masculino
| Atleta                                                          | Evento     | Fase de Ranking | Fase de Ranking | Fase de 64                    | Fase de 32                   | Oitavas                                            | Quartas                       | Semifinais             | Final                  | Final       |
| Atleta                                                          | Evento     | Placar          | Chave           | Adversário e resultado        | Adversário e resultado       | Adversário e resultado                             | Adversário e resultado        | Adversário e resultado | Adversário e resultado | Posição     |
| --------------------------------------------------------------- | ---------- | --------------- | --------------- | ----------------------------- | ---------------------------- | -------------------------------------------------- | ----------------------------- | ---------------------- | ---------------------- | ----------- |
| Khalmizam Wan Abd Aziz                                          | Individual | 674             | 5               | ROU A. Bodnar (60) D 105-106  | Não avançou                  | Não avançou                                        | Não avançou                   | Não avançou            | Não avançou            | Não avançou |
| Cheng Chu Sian                                                  | Individual | 660             | 26              | AUS M. Gray (39) V 109-101    | FIN M. Hatava (58) V 110-103 | KOR Lee C-H. (10) V 105 (19)-105 (18)              | RUS B. Badënov (31) D 104-109 | Não avançou            | Não avançou            | Não avançou |
| Muhammad Marbawi Sulaiman                                       | Individual | 659             | 27              | TPE Chen S. Y. (38) D 106-107 | Não avançou                  | Não avançou                                        | Não avançou                   | Não avançou            | Não avançou            | Não avançou |
| Khalmizam Wan Abd Aziz Cheng Chu Sian Muhammad Marbawi Sulaiman | Equipes    | 1993            | 3               |                               |                              | ITA M. Nespoli M. Galiazzo I. Di Buò (6) D 213-218 | Não avançou                   | Não avançou            | Não avançou            | Não avançou |

### Vela
Masculino
| Atleta               | Evento | Regata | Regata | Regata | Regata | Regata | Regata | Regata | Regata | Regata | Regata | Regata  | Pontos | Posição |
| Atleta               | Evento | 1      | 2      | 3      | 4      | 5      | 6      | 7      | 8      | 9      | 10     | M       | Pontos | Posição |
| -------------------- | ------ | ------ | ------ | ------ | ------ | ------ | ------ | ------ | ------ | ------ | ------ | ------- | ------ | ------- |
| Kevin Lim Leong Keat | Laser  | DSQ    | 24     | 28     | 42     | 22     | 34     | 34     | 39     | 26     |        | Não av. | 249    | 38º     |